# Karel Čermák (plavec)

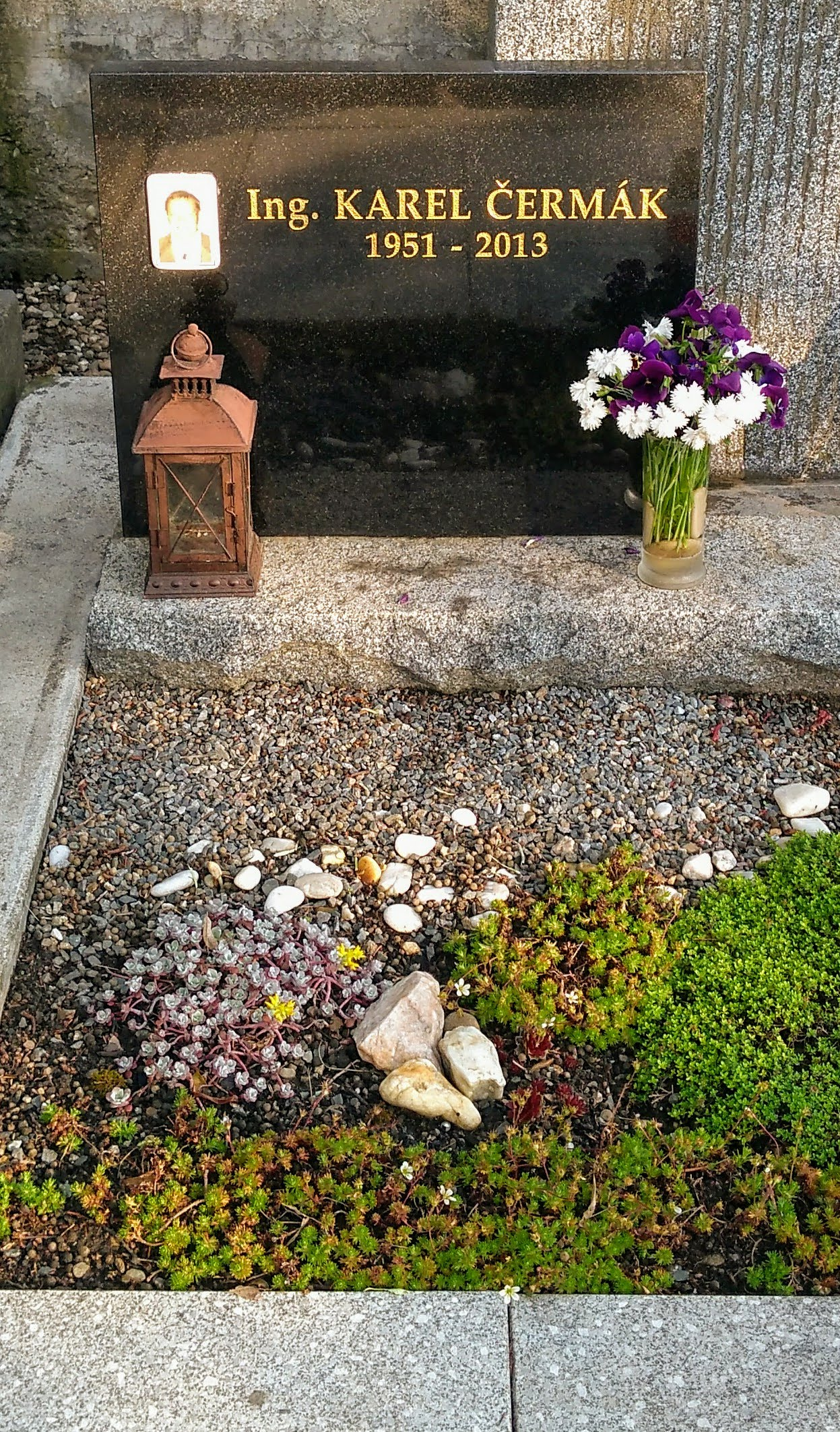
Hrob na hulínském hřbitově

Karel Čermák (25. ledna 1951 Brno – 23. dubna 2013 Valašské Meziříčí) byl český plavec a zakladatel TJ PS Kroměříž.
Začínal plavat v Rudé hvězdě Brno jako velmi talentovaný žák v plavecké základně. V Brně plaval až do svých 23 let. Byl dvacetinásobný mistr České republiky v plavání.
Jeho pamětní deska je umístěna před plaveckým bazénem v Kroměříži. Od roku 1988 byl úspěšným vedoucím trenérem a ředitelem Plavecké školy Kroměříž.
Zemřel neočekávaně při utkání TJ Valašské Meziříčí C – TJ Slavia Kroměříž Krajského přeboru Zlínského kraje v kuželkách (získal 460 bodů) ve věku 62 let a byl pohřben na hřbitově v Hulíně.